# Pachycephala jacquinoti
Pachycephala jacquinoti là một loài chim trong họ Pachycephalidae.